# Уотърфорд
Уотърфорд (на английски: Waterford; на ирландски: Port Láirge) е град в Южна Ирландия, провинция Мънстър, главен административен център на едноименното графство Уотърфорд.
Разположен е около устието на река Шур, която се влива в Атлантическия океан. Населението му е 45 748 жители по преброяването през 2006 г. Той е 5-ият по население град в страната след столицата Дъблин, Корк, Голуей и Лимерик.
Разполага с железопътен възел, има летище.

## Спорт
Представителният футболен отбор на града е на ФК Уотърфорд Юнайтед. Дългогодишен участник е в ирландските Премиър лига и Първа дивизия.

## Личности
Родени
- Джон О'Шей (р. 1981), ирландски футболист-национал

## Побратимени градове
- Рочестър, Ню Йорк, САЩ
- Сейнт Джонс, Канада
- Сент Ерблен, Франция